# Sotto mentite spie
Sotto mentite spie (titolo originale True Lies) è un romanzo di spionaggio del 1988 dello scrittore Philip Ross.

## Trama
David Bowen, consulente finanziario americano, incontra ad un concerto presso la Royal Festival Hall di Londra la bellissima Eva Kraus, una giovane tedesca che lavora come traduttrice nella capitale britannica. Tra i due nasce immediatamente una intesa sentimentale, rafforzata dalle passioni comuni per la musica e l'arte. La relazione tra i due si basa tuttavia su una comunicazione non totalmente sincera, dato che entrambi sembrano nascondere numerosi elementi del loro passato.
Quando prende forma il sospetto di essere seguiti per le vie di Londra da un gruppo di uomini, probabilmente inviati da Heinz, il misterioso superiore di Eva, David decide che è arrivato il momento di abbandonare la metropoli.

## Edizioni
- Philip Ross, Sotto mentite spie, traduzione di Natalia Callori, collana Segretissimo, n. 1138, Mondadori, 1989,  p. 159.